# Boldogasszony (település)

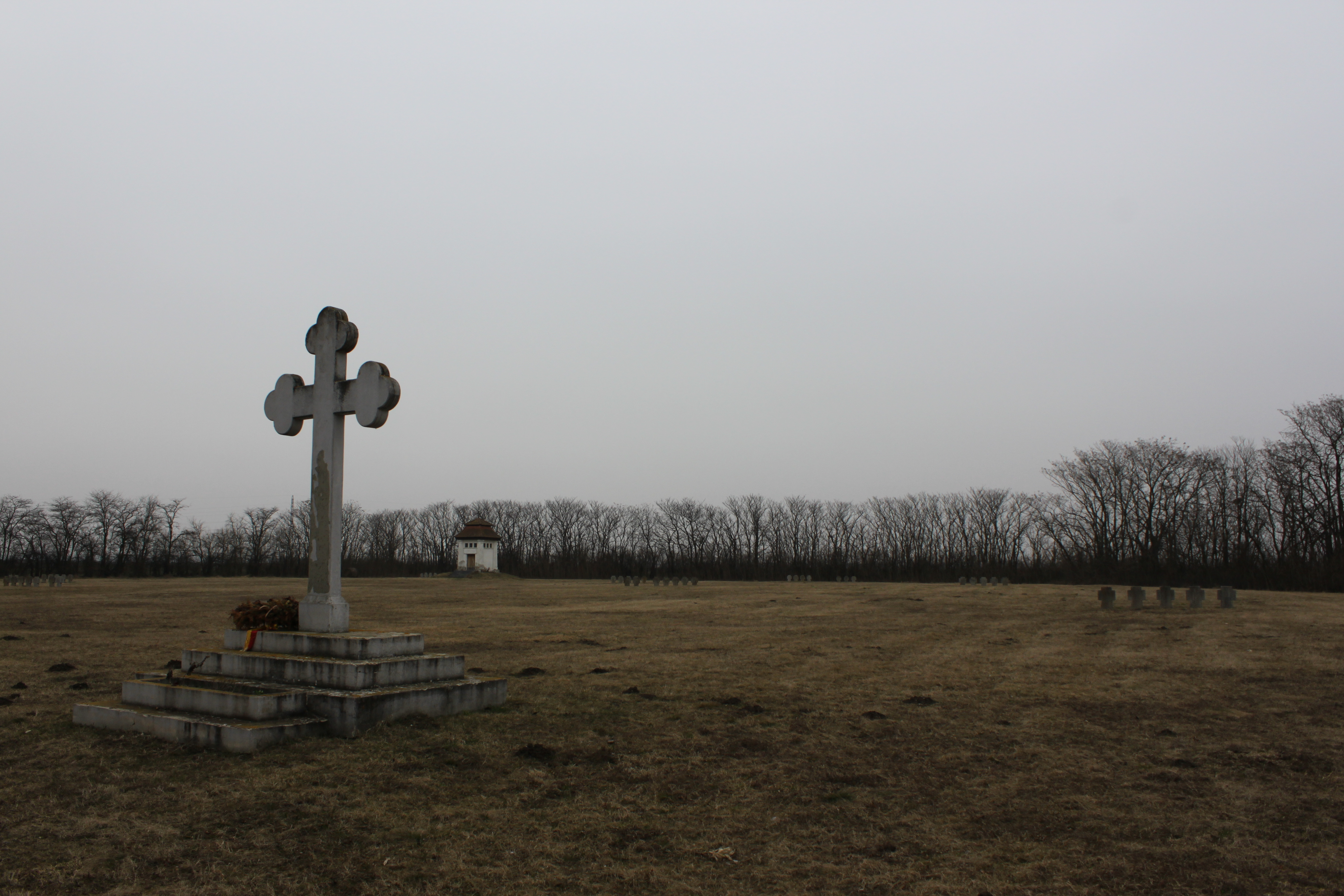
A hadifogolytemető (2011)

Boldogasszony (más néven: Fertőboldogasszony, németül: Frauenkirchen, horvátul: Svetica za jezerom) kisváros Ausztriában, Burgenland tartományban, a Nezsideri járásban.

## Fekvése
Nezsidertől keletre 18 km-re fekszik.

## Nevének eredete
A Nagyboldogasszonynak szentelt plébániatemplomáról nevezték el.

## Története
A hagyomány szerint II. András király uralkodása alatt a Fertő úgy kiöntött, hogy több falut elnyelt a víz. Ezek helyett alapították 1240-ben a mai települést.
1324-ben „Zenmária” néven említik először. Területén már az ókorban település volt. Mosonszentandrás felé eső határrészén jelentős római településre utaló leletek kerültek elő. Mária kegyhelye már a 13. században ismert volt. Régi temploma a 14. században épült, ezt a török 1529-ben lerombolta. Mária-kegyképét 1661-ben hozták ide a Fraknói vár várkápolnájából, ahol az Eszterházyak tulajdonában volt. Az Esterházy Pál (nádor) által 1668-ban újjáépíttetett templomát és kolostorát 1683-ban a török ismét elpusztította. 1696 és 1702 között az olasz Francesco Martinelli tervei szerint bővítve építették újra fel. Eredetileg egy tornya volt, mely közvetlenül a felszentelés után ledőlt. Ebben égi jelet látva a herceg két torony építését rendelte el. Régi híres búcsújáróhely.
Fényes Elek szerint „Boldogasszony, (Frauenkirchen), német m. v. Mosony vgyében, 7 óranegyedre a Fertő tavától, 1352 kath., 565 zsidó lak. Van egy ferencziek kolostora, szép szentegyházzal együtt, synagógája; csinos urasági épülete. Népes bucsujáróhely. Bir 53 harmadrendű jobbágytelket, 229 2/ hold második, 1077 4/ hold harmadik, 733 2/ h. negyedik osztálybeli urbéri szántóföldet, 112 embervágó harmadik osztálybeli rétet. Telkes gazda van 57, kézmüves 37, kalmár 3. F. u. hg. Eszterházy, s a város feje egy uradalomnak, mellyhez még Tétény-Valla, Pomogy, Bánfalu, Puszta-Somorja, Alsó-Ilmicz egész helységek, Gálosnak nagyobb, s Nizsidernek kisebb részei tartoznak.”
1910-ben 2732 lakosából 1970 német és 756 magyar volt. A trianoni békeszerződésig Moson vármegye Nezsideri járásához tartozott.
1678-ban Esterházy Pál a heiligenkreuzi apátság barátudvari birtokairól a katonák által kirabolt zsidókat telepített le ide. Számuk 1876-ban érte el a tetőpontját, akkor 864 zsidó lakos élt itt. 1938 márciusában az Anschluss után a településen gyűjtőtábort létesítettek, ahol az ún. „Fertőszög” mintegy 400 zsidó lakosát gyűjtötték össze. Április folyamán többségük átmenekült a magyar határon, így az itteni zsidó közösség megszűnt létezni. Zsinagógájukat 1939-ben lerombolták, csak temetőjük maradt fenn a mai napig.
A község határában 1914-ben az Esterházy-birtok egyik telkén hozták létre a hadifogolytábort. 15 000 fogoly volt a táborban és körülbelül 200 kunyhó épült fel. 1915-ben a tífusz járványban néhány napon belül több mint 2000 orosz, szerb, olasz fogoly halt meg. A tábor vízvezetékkel és közvilágítással is el volt látva. Ma az emlékparkban 2363 sírt tartanak nyilván.
2001-ben 2856 lakosából 2503 osztrák, 209 magyar, 19 horvát volt.

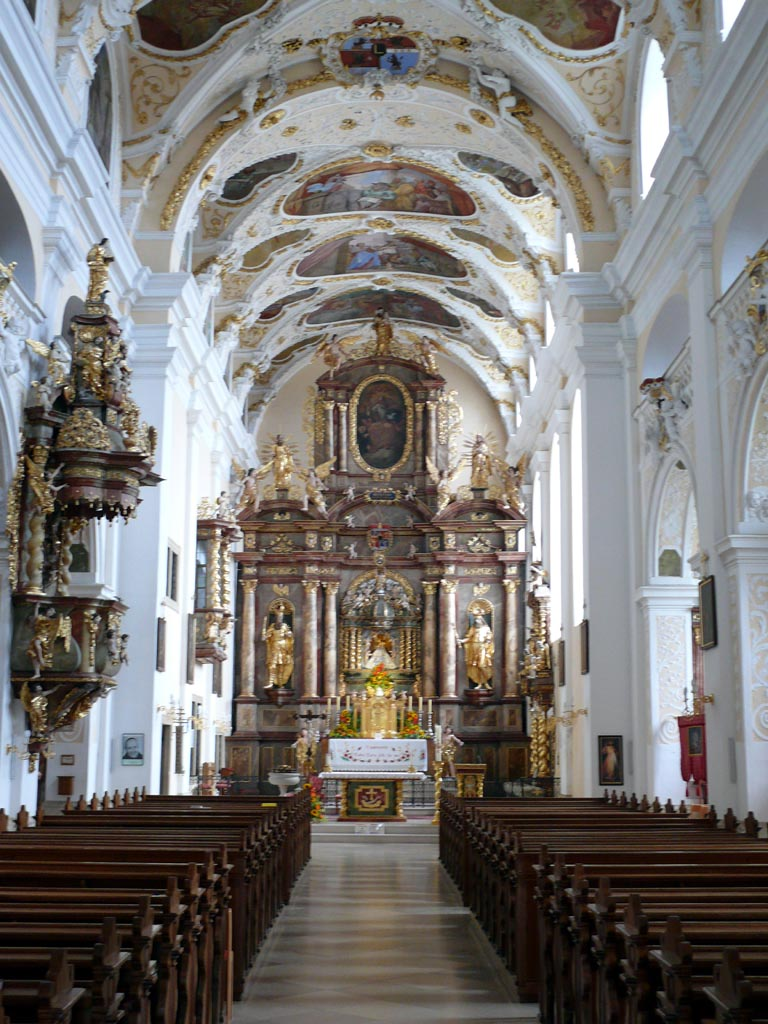
A bazilika belső tere

## Népessége
| Lakosok száma | 2835 | 2862 | 2932 |
|               | 2016 | 2018 | 2023 |

## Nevezetességei
- Kegytemplomát, amely 1990-óta „basilica minor” rangot visel Eszterházi Pál herceg építtette 1668-ban, majd miután 1683-ban a török elpusztította, 1696 és 1702 között újjáépítették. Ma ez Burgenland egyetlen bazilikája. Belsejét Burgenland legszebb barokk templombelsőjének tartják.
- A ferences kolostort 1733-ra építették újjá.
- A kálvária 1683-ban épült, 1958-ban helyezték át mai helyére.
- Mosonyi Mihály szülőháza
- A település mellett wellness termálvizes komplexum.[2]

## Híres emberek
- Itt született 1815. szeptember 2-án Mosonyi Mihály zeneszerző.
- Itt született 1839. január 26-án Veigelsberg Leó újságíró, a Pester Lloyd főszerkesztője.
- Itt született 1846-ban Cserhalmy József piarista középiskolai tanár.
- Itt született 1902. április 22-én Weninger Antal orvos, szakíró, jógaoktató